# 441 هـ
441 هـ هي سنة في التقويم الهجري امتدت مقابلةً في التقويم الميلادي بين سنتي 1049 و1050.

## أحداث
- تمرد إبراهيم ينال على أخيه طغرلبك

## وفيات
- ابن الإفليلي